# Tegecoelotes spathaceus
Espèce
Tegecoelotes spathaceus est une espèce d'araignées aranéomorphes de la famille des Agelenidae.

## Distribution
Cette espèce est endémique de la préfecture de Nara au Japon,. Elle se rencontre vers Gojō.

## Description
Le mâle holotype mesure 7,84 mm.

## Systématique et taxinomie
Cette espèce a été décrite par Okumura en 2025.

## Publication originale
- Okumura, 2025 : « A new species of the genus Tegecoelotes Ovtchinnikov, 1999 (Araneae: Agelenidae) from Nara Prefecture, Japan. » Bulletin of the National Museum of Nature and Science Tokyo, sér. A, vol. 51, no 1, p. 25-29 (texte intégral).